# Rachael Adams
Rachael Alexis Adams (ur. 3 czerwca 1990 w Cincinnati) – amerykańska siatkarka grająca na pozycji środkowej, reprezentantka kraju. W trakcie studiów w Austin występowała w uniwersyteckiej drużynie Texas Longhorns. 
W 2013 roku została powołana przez Karcha Kiraly'a do szerokiej kadry reprezentacji Stanów Zjednoczonych.
Jej ojciec Richard "Rich" Adams był koszykarzem w drużynie akademickiej "Illinois Fighting Illini", w 1978 r. został wybrany w 4. rundzie draftu NBA przez drużynę San Antonio Spurs z numerem 86.

## Sukcesy klubowe
Superpuchar Polski:
- 2013

Liga włoska:
- 2016

Klubowe Mistrzostwa Świata:
- 2016

Liga Mistrzyń:
- 2017

Puchar CEV:
- 2018

Liga turecka:
- 2018

Puchar Challenge:
- 2019

## Sukcesy reprezentacyjne
Mistrzostwa Ameryki Północnej, Środkowej i Karaibów Kadetek:
- 2006

Puchar Panamerykański:
- 2013, 2019

Volley Masters Montreux:
- 2014

Mistrzostwa Świata:
- 2014

Igrzyska Panamerykańskie:
- 2015

Mistrzostwa Ameryki Północnej, Środkowej i Karaibów:
- 2015

Grand Prix:
- 2016

Igrzyska Olimpijskie:
- 2016

Puchar Wielkich Mistrzyń:
- 2017

Liga Narodów:
- 2018

## Nagrody indywidualne
- 2014: Najlepsza zagrywająca turnieju Volley Masters Montreux
- 2015: Najlepsza blokująca Igrzysk Panamerykańskich
- 2016: Najlepsza środkowa Grand Prix
- 2017: Najlepsza środkowa Final Four Ligi Mistrzyń